# Futbalový štadión Prievidza
Futbalový štadión Prievidza – stadion piłkarski w Prievidzy, na Słowacji. Obiekt może pomieścić 7500 widzów. Swoje spotkania rozgrywają na nim piłkarze klubu FC Baník Prievidza.